# Vidas Partidas
 (décembre 2017).
Pour plus de détails, voir Fiche technique et Distribution.
Vidas Partidas est un film dramatique brésilien réalisé par Marcos Schechtman (pt) et diffusé en 2016. Il traite de la violence familiale.

## Synopsis
Une famille à deux enfants vit paisiblement avant que le père ne devienne violent.

## Fiche technique
- Titre : Vidas Partidas
- Réalisation : Marcos Schechtman
- Scénario : José Carvalho
- Production : Naura Schneider et Flávio Ramos Tambellini
- Société de production : Globo Filmes
- Pays :  Brésil
- Genre : Drame
- Durée : 90 minutes
- Dates de sortie : 
  -  Brésil : 4 août 2016

## Distribution
- Naura Schneider : Graça
- Domingos Montagner : Raul
- Georgina Castro : Nice
- Suzana Faini : Marli
- Milhem Cortaz : Delegado
- Juliana Schalch
- Nelson Freitas (pt)
- Jonas Bloch
- Augusto Madeira
- Denise Weinberg